# Oreopsittacus arfaki
Il lorichetto guanceviola (Oreopsittacus arfaki (Meyer, 1874)) è un uccello della famiglia degli Psittaculidi, endemico della Nuova Guinea. È l'unica specie del genere Oreopsittacus.